# Borów (Świdnica)
Pour les articles homonymes, voir Borów.
Borów est une localité polonaise de la gmina de Dobromierz, située dans le powiat de Świdnica en voïvodie de Basse-Silésie.